# كأس سيكافا حوض النيل
كأس سيكافا لحوض النيل هي بطولة أندية لكرة لكرة القدم تنظمها سيكافا وتتسابق عليها أندية من شرق ووسط أفريقيا. تم الإعلان عنها، مع انطلاق النسخة الافتتاحية في السودان بين 23 مايو و 4 يونيو 2014. 

## الفائزون السابقون

### نهائيات
| عام  | بلد    | الفائزون       | أحرز هدفا | الوصيف                | بلد   | المضيف  |
| ---- | ------ | -------------- | --------- | --------------------- | ----- | ------- |
| 2014 | أوغندا | جامعة فيكتوريا | 1-2       | ليوباردز [الإنجليزية] | كينيا | السودان |